# Rapha Condor JLT/Saison 2013
Dieser Artikel listet Erfolge und Fahrer des Radsportteams Rapha Condor JLT in der Saison 2013 auf.

## Erfolge in der UCI Asia Tour
In den Rennen der Saison 2013 der UCI Asia Tour gelangen die nachstehenden Erfolge.
| Datum       | Rennen                      | Kat. | Sieger         |
| ----------- | --------------------------- | ---- | -------------- |
| 9.–16. Juni | Gesamtwertung Tour de Korea | 2.2  | Michael Cuming |

## Zugänge – Abgänge
| Zugänge         | Team 2012 | Abgänge              | Team 2013          |
| --------------- | --------- | -------------------- | ------------------ |
| Arron Buggle    | Neoprofi  | Christopher Jennings | La Pomme Marseille |
| Hugh Carthy     | Neoprofi  | Dean Downing         | Madison Genesis    |
| Edward Laverack | Neoprofi  | Andrew Tennant       | Madison Genesis    |
| Elliott Porter  | Neoprofi  | Richard Lang         | Team Raleigh       |
| Will Stephenson | Neoprofi  | Ben Grenda           | Unbekannt          |
|                 |           | Tim Kennaugh         | Unbekannt          |
|                 |           | Oliver Rossi         | Unbekannt          |

## Mannschaft
| Name                | Geburtstag        | Nationalität           |
| ------------------- | ----------------- | ---------------------- |
| Arron Buggle        | 16. Oktober 1990  | Irland                 |
| Hugh Carthy         | 9. Juli 1994      | Vereinigtes Königreich |
| Ed Clancy           | 12. März 1985     | Vereinigtes Königreich |
| Michael Cuming      | 18. Dezember 1990 | Vereinigtes Königreich |
| Felix English       | 11. Oktober 1992  | Irland                 |
| Luke Grivell-Mellor | 9. Februar 1993   | Vereinigtes Königreich |
| Richard Handley     | 1. September 1990 | Vereinigtes Königreich |
| Kristian House      | 6. Oktober 1979   | Vereinigtes Königreich |
| Edward Laverack     | 27. Juli 1994     | Vereinigtes Königreich |
| James McCallum      | 27. April 1979    | Vereinigtes Königreich |
| Elliott Porter      | 31. Dezember 1991 | Vereinigtes Königreich |
| Will Stephenson     | 27. Dezember 1994 | Vereinigtes Königreich |